# Damasceno Vieira
João Damasceno Vieira Fernandes (Porto Alegre, 6 de maio de 1853 — Salvador, 6 de março de 1910) foi um jornalista, poeta, dramaturgo e historiador brasileiro. 

## Biografia
Filho de José Vieira Fernandes e Belmira Vieira do Nascimento e pai dos escritores Arnaldo Damasceno Vieira e João Damasceno Vieira (Damasceno Vieira Filho). Iniciou seus estudos na escola de Bibiano Francisco de Almeida, depois continuados na Escola Normal. Não seguiu a carreira do magistério, tendo preferido o funcionalismo público, onde iniciou, na tesouraria da fazenda do estado, em 6 de julho de 1874.
Com a Proclamação da República, foi perseguido por suas pretensas ligações com o antigo regime. Inocentado, foi trabalhar na alfândega em Santos e depois na Bahia.
Foi membro da Sociedade Partenon Literário, da Sociedade Ensaios Literários e do Instituto Histórico e Geográfico Brasileiro. Foi importante colaborador do jornal literário Álbum do Domingo. Na Bahia, integrou o Grêmio Literário e a Nova Cruzada. Era ligado ao positivismo.
Publicou Musa Moderna em 1885, iniciando a poesia científica no Rio Grande do Sul. Também escreveu sob o pseudônimo de Luciano de Aguiar.

## Obras
- Ensaios tímidos, 1872
- Uma história de amor, 1876
- Auroras do sul, 1879
- Adelina, 1880
- O casamento de Sara, 1884
- A musa moderna, 1885
- Ecos de Paris, 1886
- Arnaldo, 1886
- Anália, 1889
- Uruguaiana, 1889
- A voz de Tiradentes, 1890
- Através do Rio da Prata (memórias), 1890
- Os gaúchos, 1891
- Escrínios, 1892
- Poemetos e quadros, 1895
- Brinde a Olímpio Duarte, 1897
- Castro Alves, 1898
- A flor de manacá, 1900
- A crítica na literatura crítica, 1907
- Albatrozes, 1908
- Epinício ao general Osório
- Esboços literários